# Nuragus (winorośl)
Nuragus - biała odmiana winorośli, występująca tylko na Sardynii. 

## Charakterystyka
Przypuszcza się, że szczep nuragus sprowadzili na Sardynię Fenicjanie. Nazwa wywodzi się prawdopodobnie od nuragów, starożytnych kamiennych budowli cywilizacji nuragijskiej z epoki neolitu, spotykanych na całej wyspie.
Odmiana dobrze adaptuje się do różnych rodzajów podłoży. Szczególnie rozpowszechniona jest w prowincji Cagliari, gdzie ma prawo do apelacji DOC Nuragus di Cagliari. Duże obszary upraw znajdują się także w prowincjach Sassari i Nuoro. W 1999 roku zarejestrowano 8667 ha winnic.
Winorośl dojrzewa późno, rozrasta się średnio szybko i dostarcza wysokich plonów. Z odmiany nuragus wytwarza się przeważnie proste, białe wina o bladej barwie i niewyróżniającej się jakości, dobrze harmonizujące z owocami morza. Aromat przywołuje kwaśne jabłka i migdały. Producenci, stawiający na jakość, którzy kosztem zmniejszenia plonów potrafią ukazać pełny potencjał odmiany, są nieliczni.

## Synonimy
Szczep jest znany także pod następującymi nazwami: abbondosa, abboudossa, abbsudosa, abundans, aksina de marjian, aksina de popurus, axina de margiai ("lisia winorośl"), axina de popurus ("winorośl ubogich", ze względu na wysoką plenność), axina scacciadeppidus, bruscu biancu, garnaccia, granazza, lacconargiu, malvasia di luras, meragus, nuragus blanc de sardaigne, nuragus moscadeddu, nuragus moscatello i nuragus trebbiana.